# Ozimek (gromada 1954)
Ozimek – dawna gromada, czyli najmniejsza jednostka podziału terytorialnego Polskiej Rzeczypospolitej Ludowej w latach 1954–1972.
Gromady, z gromadzkimi radami narodowymi (GRN) jako organami władzy najniższego stopnia na wsi, funkcjonowały od reformy reorganizującej administrację wiejską przeprowadzonej jesienią 1954 do momentu ich zniesienia z dniem 1 stycznia 1973, tym samym wypierając organizację gminną w latach 1954–1972.
Gromadę Ozimek z siedzibą GRN w Ozimku (wówczas wsi) utworzono – jako jedną z 8759 gromad na obszarze Polski – w powiecie opolskim w woj. opolskim, na mocy uchwały nr VII/26/54 WRN w Opolu z dnia 4 października 1954. W skład jednostki wszedł obszar dotychczasowej gromady Ozimek ze zniesionej gminy Ozimek w tymże powiecie. Dla gromady ustalono 25 członków gromadzkiej rady narodowej.
13 listopada 1954, po pięciu tygodniach, gromadę Ozimek zniesiono w związku z nadaniem jej statusu osiedla (18 lipca 1962 osiedle Ozimek otrzymało status miasta).